# Brunnenheiligtum von Coni

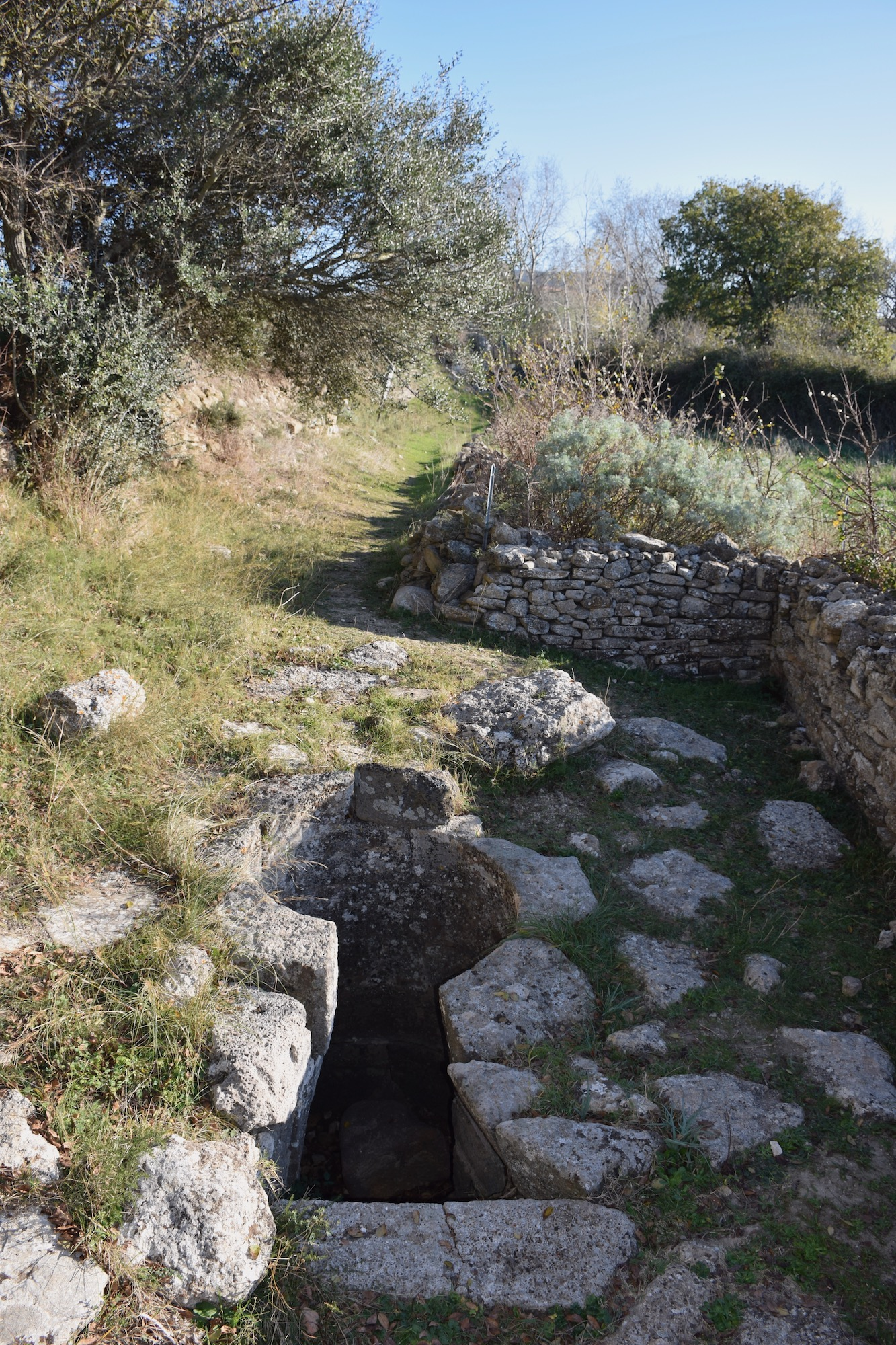
Brunnenheiligtum von Coni

Das Brunnenheiligtum von Coni bei Nuragus in der Metropolitanstadt Cagliari auf Sardinien liegt am Fuße des Hügels Colle di Valenza, an der Grenze zwischen der Marmilla und dem Sarcidano. Die Gegend ist wegen der Landkirche Santa Maria `e Alenza (früher mit römischem Meilenstein) historisch bedeutsam, aber auch aufgrund der römischen Stadt Valentia, der mittelalterlichen Funde und der Nuraghe Santu Millanu.
Das Brunnenheiligtum (italienisch Pozzo sacro) aus Basaltblöcken wurde von Antonio Taramelli (1868–1939) zusammen mit der Nuraghe ausgegraben. Erhalten ist nur der eigentliche Brunnentholos, zu dem eine 2,6 m lange abgewinkelte trapezoide fünfstufige Treppe hinunter führt, deren Breite sich von 1,0 auf 0,7 m verengt. Während der Ausgrabung fand sich eine kleine Bronzefigur einer betenden Frau in einem langen ausgestelltem Rock und Mantel, die als „betende Matriarchin“ bekannt ist.
Die 280 m entfernte Nuraghe Santu Millanu ist eine Tholosnuraghe mit einer Kammer mit drei Nischen und Resten einer Außenbastion. Millanu kommt in der sardischen Sprache in Namen wie Emiliano oder Gemiliano vor. Der Name eines christlichen Heiligen wurde auf die alte Kultstätte übertragen, um die alten Kulte auszulöschen. Das ist eine Konstante, die die meisten Nuraghen betrifft, von denen es interessant wäre, den ursprünglichen Namen zu erfahren.
In der Nähe liegt das Brunnenheiligtum Forraxi Nioi.